# 藤原志龍
藤原 志龍（ふじわら しりゅう、2000年9月5日 - ）は、徳島県板野郡北島町出身 のサッカー選手。ポジションは、ミッドフィールダー（MF）。四国リーグ・FC徳島所属。

## クラブ歴
徳島ヴォルティスのアカデミー出身。徳島ジュニアユース所属時の2015年、U-16日本代表に選出された。2017年、トップチームに2種登録された。また、プリンスリーグ四国で19得点を挙げて得点王となった。
2018年も引き続き2種登録され、同年2月25日のJ2第1節ファジアーノ岡山戦で、クラブ史上最年少の17歳173日でトップチームデビューを果たし、9月5日に徳島ヴォルティスとプロ契約を結んだことを発表した。
2019年9月4日、ポルトガルのポルティモネンセSCへ期限付き移籍すると発表された。
2020年5月17日、ポルティモネンセSCとの契約の早期満了と徳島への復帰が発表された。
2023年、FC琉球へ育成型期限付き移籍。
2024年、テゲバジャーロ宮崎へ期限付き移籍。12月26日、徳島・宮崎双方から満了が発表された。

## 所属クラブ
- 北島FC
- 徳島ヴォルティスジュニアユース
- 徳島ヴォルティスユース（生光学園高等学校[1]）
  - 2017年 - 2018年8月  徳島ヴォルティス（2種登録選手）
- 2018年9月 - 2024年  徳島ヴォルティス
  - 2019年9月 - 2020年5月  ポルティモネンセSC (期限付き移籍)
  - 2023年   FC琉球（育成型期限付き移籍）
  - 2024年   テゲバジャーロ宮崎(期限付き移籍)
- 2025年 -  FC徳島

## 個人成績
| 国内大会個人成績 | 国内大会個人成績 | 国内大会個人成績 | 国内大会個人成績 | 国内大会個人成績 | 国内大会個人成績 | 国内大会個人成績 | 国内大会個人成績 | 国内大会個人成績 | 国内大会個人成績 | 国内大会個人成績 | 国内大会個人成績 |
| 年度             | クラブ           | 背番号           | リーグ           | リーグ戦         | リーグ戦         | リーグ杯         | リーグ杯         | オープン杯       | オープン杯       | 期間通算         | 期間通算         |
| 年度             | クラブ           | 背番号           | リーグ           | 出場             | 得点             | 出場             | 得点             | 出場             | 得点             | 出場             | 得点             |
| 日本             | 日本             | 日本             | 日本             | リーグ戦         | リーグ戦         | リーグ杯         | リーグ杯         | 天皇杯           | 天皇杯           | 期間通算         | 期間通算         |
| ---------------- | ---------------- | ---------------- | ---------------- | ---------------- | ---------------- | ---------------- | ---------------- | ---------------- | ---------------- | ---------------- | ---------------- |
| 2018             | 徳島             | 33               | J2               | 4                | 0                | -                | -                | 2                | 0                | 6                | 0                |
| 2019             | 徳島             | 33               | J2               | 2                | 0                | -                | -                | 2                | 0                | 4                | 0                |
| ポルトガル       | ポルトガル       | ポルトガル       | ポルトガル       | リーグ戦         | リーグ戦         | リーグ杯         | リーグ杯         | ポルトガル杯     | ポルトガル杯     | 期間通算         | 期間通算         |
| 2019             | ポルティモネンセ |                  | プリメイラ       | 0                | 0                | 0                | 0                | 0                | 0                | 0                | 0                |
| 日本             | 日本             | 日本             | 日本             | リーグ戦         | リーグ戦         | リーグ杯         | リーグ杯         | 天皇杯           | 天皇杯           | 期間通算         | 期間通算         |
| 2020             | 徳島             | 33               | J2               | 0                | 0                | -                | -                | 0                | 0                | 0                | 0                |
| 2021             | 徳島             | 33               | J1               | 15               | 0                | 4                | 0                | 0                | 0                | 19               | 0                |
| 2022             | 徳島             | 33               | J2               | 0                | 0                | 2                | 0                | 0                | 0                | 2                | 0                |
| 2023             | 琉球             | 33               | J3               | 6                | 0                | -                | -                | 1                | 0                | 7                | 0                |
| 2024             | 宮崎             | 26               | J3               | 3                | 0                | 0                | 0                | 1                | 0                | 4                | 0                |
| 通算             | 日本             | 日本             | J1               | 15               | 0                | 4                | 0                | 0                | 0                | 19               | 0                |
| 通算             | 日本             | 日本             | J2               | 6                | 0                | 2                | 0                | 4                | 0                | 12               | 0                |
| 通算             | 日本             | 日本             | J3               | 9                | 0                | 0                | 0                | 2                | 0                | 11               | 0                |
| 通算             | ポルトガル       | ポルトガル       | プリメイラ       | 0                | 0                | 0                | 0                | 0                | 0                | 0                | 0                |
| 総通算           | 総通算           | 総通算           | 総通算           | 30               | 0                | 6                | 0                | 5                | 0                | 41               | 0                |

- 2017年から2018年8月までは2種登録選手

出場歴
- Jリーグ初出場 - 2018年2月25日 J2第1節 vsファジアーノ岡山（鳴門大塚）

## タイトル

### クラブ
徳島ヴォルティス
- J2リーグ：1回（2020年）

### 個人
- Jユースカップ・得点王（2017年）
- 高円宮杯 JFA U-18サッカープリンスリーグ四国・得点王（2017年）

## 代表歴
- U-17日本代表
  - 平和祈念広島国際ユースサッカー（2015年）